# A varázslatos Lassie
A varázslatos Lassie (The Magic of Lassie) 1978-ban bemutatott amerikai ifjúsági filmdráma, Don Chaffey rendezésében.

## Cselekménye
Clovis nagyapa szüretre készül, azonban két idegen üzletember megzavarja az év legfontosabb és legszentebb ünnepében. Colorado Springsből érkeztek, s éppen a Mitchell birtokot szemelték ki megvételre. De nem minden eladó! A nagyapa segítői unokái és Lassie. A nagyapa szeretné, ha kisunokái megértenék, hogy mit is jelent a föld egy család számára. Elmeséli, hogy annak idején még az ükapja vette az első szőlőtőkéket Európában, s a hegyoldalban ültette el mindegyiket, a saját két kezével. Meg kell őrizni az ősök hagyatékát, munkájának eredményét a jövő számára...

## Szereplők
| Szereplő        | Színész             | Magyar hang     |
| --------------- | ------------------- | --------------- |
| Gus             | Mickey Rooney       | Horkai János    |
| Jamison         | Pernell Roberts     | Szombathy Gyula |
| Kelly Mitchell  | Stephanie Zimbalist | Vadász Bea      |
| Chris Mitchell  | Michael Sharrett    | Czető Roland    |
| Alice           | Alice Faye          | Kassai Ilona    |
| Andrews seriff  | Gene Evans          | Végh Ferenc     |
| Clovis Mitchell | James Stewart       | Versényi László |